# مینی‌ژوپ

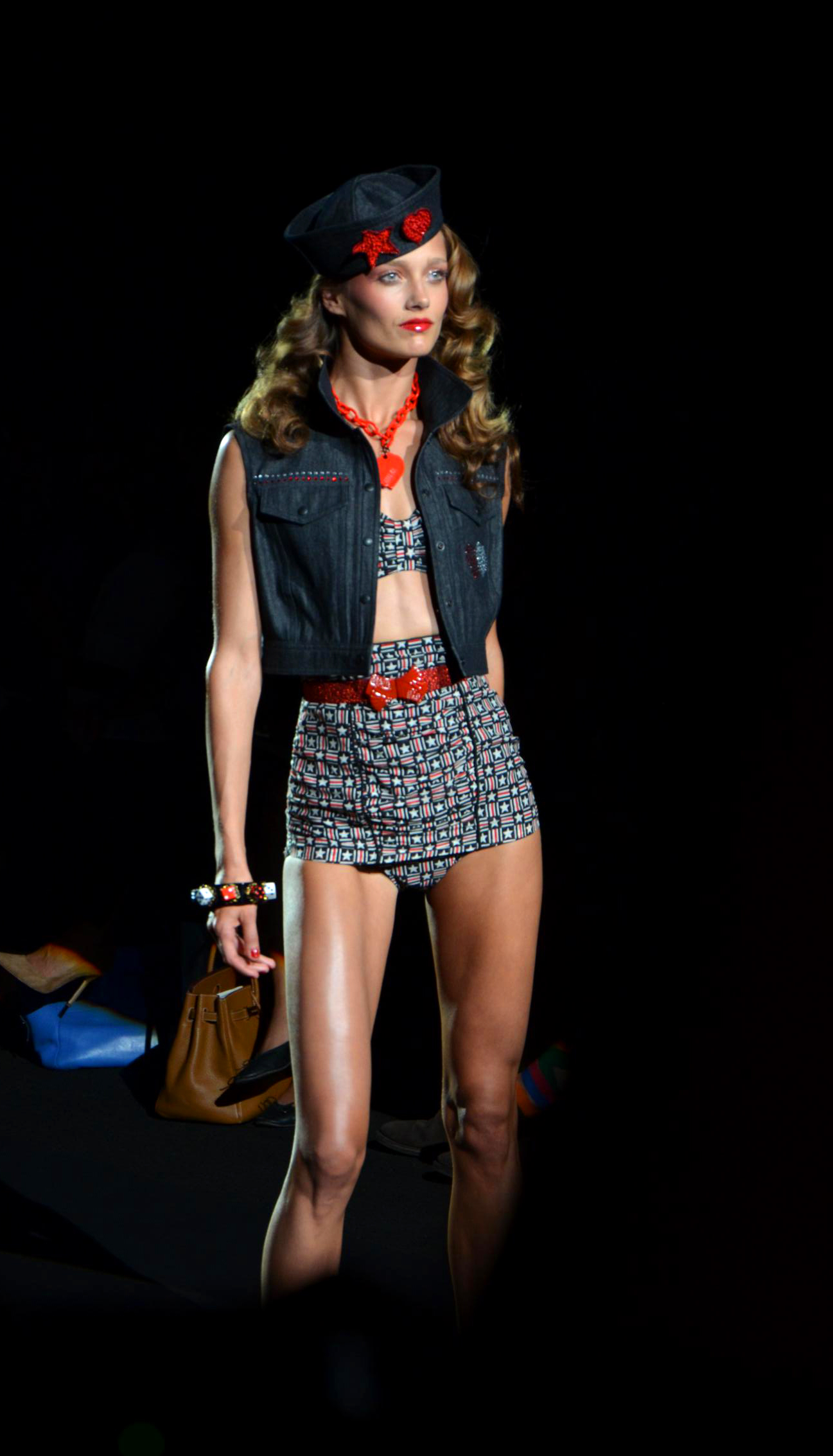
مدلی که یک مینی‌ژوپ پوشیده‌است

مینی‌ژوپ (به فرانسوی: minijupe) (به انگلیسی: Miniskirt) (که معمولاً با نام دامن کوتاه شناخته می‌شود)، نوعی دامن کوتاه است که تا بالای زانو را می‌پوشانَد.

محبوبیت مینی‌ژوپ‌ها از نمایش لباسی در دههٔ ۱۹۶۰ در لندن سرچشمه می‌گیرد. قبل از آن، از این لباس فقط در میدان‌های ورزشی برای خانم‌ها استفاده می‌شد.

## منع پوشیدن مینی‌ژوپ
بر اساس مصوبهٔ پارلمان اوگاندا در دسامبر ۲۰۱۳، پوشیدن دامن کوتاه در اماکن عمومی ممنوع اعلام شد.

## نگارخانه

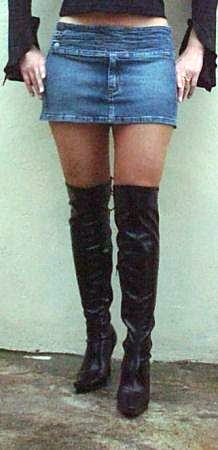
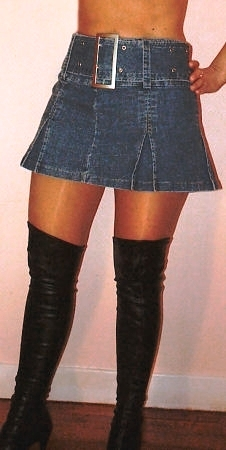
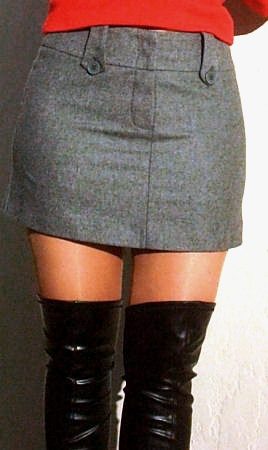